# Serra de Mirabuenos
La Serra de Mirabuenos és una serra situada al municipi de les Avellanes i Santa Linya a la comarca de la Noguera, amb una elevació màxima de 617 metres.